# Eriboll-Formation
Die Eriboll-Formation ist eine geologische Formation des Hebriden-Terrans, die während des Kambriums entlang der Nordwestküste Schottlands abgelagert wurde. Sie gehört zur Ardvreck Group.

## Etymologie
Die Eriboll-Formation ist nach ihrer Typlokalität, der Ortschaft Eriboll am gleichnamigen Loch Eriboll benannt. Der Ortsname Eriboll stammt aus dem Norwegischen und geht auf eyrar-bol zurück. Mit bol ist ursprünglich ein Stamm oder Torso gemeint, ein Bienenstock und im übertragenen Sinne eine Aufenthaltsstätte, Wohnort oder Hof. Eyrr bedeutet eine Geröllhalde oder Geröllbank – charakteristisch für die Bucht von Eriboll. Mit Eriboll ist somit eine Heimstätte an einer Geröllbank gemeint.

## Geschichtliches

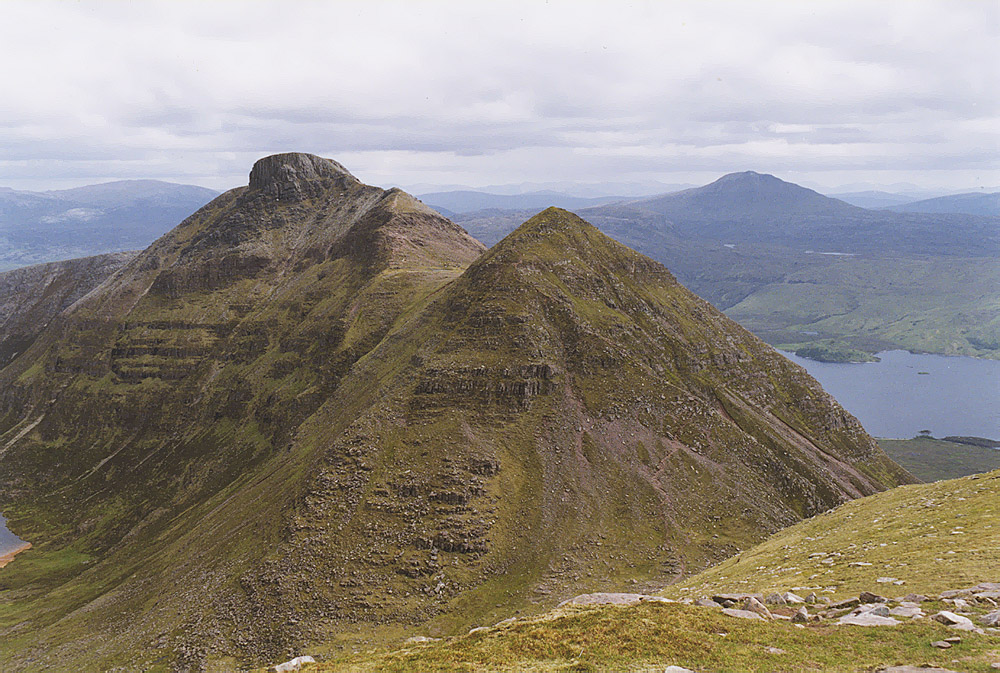
Blick vom Massiv des Quinags auf den Spidean Coinich. Gut zu erkennen die Diskordanz des leicht gen Ost einfallenden Basal Quartzite Members gegenüber den flachliegenden Gesteinen der Torridon Group. Der Gipfelaufschwung ist aus dem Pipe Rock Member aufgebaut.

Die Eriboll-Formation, oft auch Eriboll Sandstone, ist mittlerweile seit über 200 Jahren bekannt und wurde bereits in den Jahren 1814 und 1819 von J. A. McCulloch beschrieben. Auch Roderick Murchison hatte sie 1859 bearbeitet. Auf Murchison folgte Charles Lapworth im Jahre 1883. Einen bedeutenden Bericht erstellten 1884 Ben Peach und John Horne und schließlich erschien die herausragende Arbeit von Ben Peach und Kollegen im Jahr 1907, mit der endlich die Northwest-Highlands-Kontroverse zur Ruhe gelegt wurde. Recht ausführliche sedimentologische und fazielle Arbeiten jüngeren Datums stammen von Thomas McKie (1988). und von Michael Garton (2011).

## Geographische Verbreitung
Die kambrische Eriboll-Formation erstreckt sich über rund 200 Kilometer von ihrer Typlokalität am Loch Eriboll im Norden bis Skye im Süden. Ihr Nordnordost-Südsüdwest-streichendes Aufschlussband wird nicht breiter als 10 Kilometer (eine Ausnahme stellt die Ausbuchtung von Assynt dar). Es folgt in etwa parallel zur Atlantikküste mit einem Abstand von durchschnittlich 25 Kilometer. Ein kleineres zweites Band streicht von Durness aus in südwestlicher Richtung knapp 30 Kilometer ins Hinterland. Die Formation berührt von Eriboll ausgehend in Südsüdwest-Richtung den Foinaven, den Arkle, den Quinag, das Ostende des Loch Assynts, den Osten von Ullapool, das Ostende des Loch Marees und schließlich wieder den Atlantik am Loch Kishorn. Auf Skye besitzt sie nur das relativ kleine Vorkommen Rudha Dubh bei Kilbride.
Im nördlichen Drittel des Aufschlussbandes liegt die Formation diskordant auf Gneisen des Lewisians, auf den restlichen zwei Dritteln jedoch diskordant über Gesteinen der Torridon Group. Im Bereich des Loch Assynts tritt sogar der seltene Fall einer Doppeldiskordanz auf.

## Einführung
Die im Nordwesten Schottlands abgelagerten Formationen gehörten einst zum zusammenhängenden südöstlichen Kontinentalrand Laurentias, welcher sich vom westlichen Neufundland bis hoch in den Nordosten Grönlands zog. Das jetzige Schottland wurde erst durch die Öffnung des Atlantiks aus diesem Verband herausgetrennt.
Die Transgression des kambrischen Meeres Sauk I erfolgte über eine Fläche, die bereits lange vor Ablagerung der Eriboll-Formation im Neoproterozoikum eingeebnet worden war. Der nur sehr geringe Einfallswinkel dieser Erosionsfläche war verantwortlich für kleinere Transgressionen und auch Regressionen, die eine tortenartige Stratigraphie (Englisch layer cake stratigraphy) hinterließen – wobei der lithostratigraphische Aufbau in etwa der chronostratigraphischen Abfolge entspricht. Eine zu beobachtende rot-weiße Farbbänderung mit einer Skalierung von 1 bis 25 Meter ist primär angelegt. Sie definiert Parasequenzen und resultiert aus einem Verhältnis von 75 Volumenprozent rötlichem Sediment und 25 Volumenprozent weißem Sandstein. Das rötliche Sediment stammt unmittelbar vom Kontinent Laurentia, wohingegen der weiße Sandstein sich durch seine Reife und seine Feinkörnigkeit auszeichnet, welche auf seine lange Verweildauer auf dem Schelf hinweisen.

## Stratigraphie

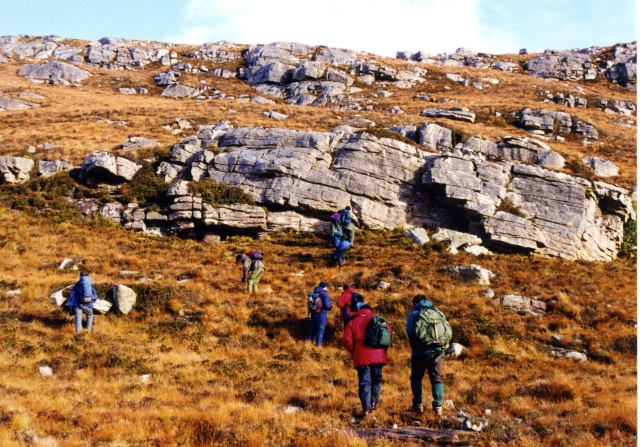
Diskordanz des Basal Quartzite Members (oben) über Gesteine der Torridonian Supergroup (unten) am Quinag

Die Eriboll-Formation ist die Liegendformation der Ardvreck Group. Sie wird von der Hangendformation, der An-t-Sròn-Formation, überlagert. Ihre Unterlage ist entweder das polymetamorphe Grundgebirge, bestehend aus den Gneisen des Lewisians, denen sie diskordant aufsitzt, oder die Torridon Group, die sie ebenfalls diskordant überdeckt.
Die rund 200 Meter mächtige Formation (mit einer Variationsbreite von 150 bis 225 Meter) besitzt zwei Member – das Basal Quartzite Member im Liegenden und das Pipe Rock Member im Hangenden.

### Basal Quartzite Member

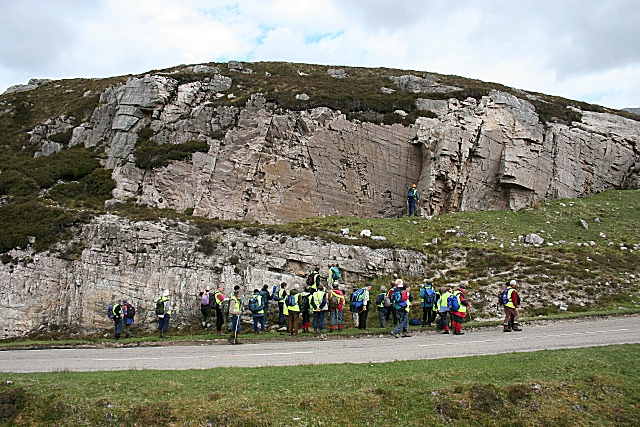
Das Basal Quartzite Member bei Skiag Bridge am Loch Assynt

Der Iapetus transgredierte über das Grundgebirge (Lewisian als auch Torridonian) mit einem Basiskonglomerat hinweg. Dieses Basiskonglomerat ist gewöhnlich nur etwa 30 Zentimeter mächtig, kann aber im Norden am Loch Eriboll bis auf 3 Meter anwachsen. Darüber folgt dann der schräg geschichtete Quarzarenit des Basal Quartzite Members, welcher auch als Heterolithic Sandstone bezeichnet wird. Der heterolithische Sandstein baut sich aus drei diskontinuierlichen, insgesamt etwa 50 Meter mächtigen Parasequenzen auf, deren Korngrößen und individuelle Mächtigkeiten ins Hangende zunehmen. Darüber legen sich etwa 20 Meter an Ban Beds, 5 Meter an Uidhe Beds und schließlich 15 Meter an Quinag Beds. Die Uidhe Beds und die Quinag Beds werden durch eine markante Trennfläche – die Bhig Surface – voneinander getrennt. Das Basal Quartzite Member wird 100 Meter mächtig.

#### Basiskonglomerat
Das Basiskonglomerat stellt die Untergrenze einer Sequenz dar und endet mit einer Flutungsfläche (engl. flooding surface), die aber nicht immer eindeutig zu erkennen ist. Es ist matrixgestützt. Seine Gerölle sind schlecht sortiert und erreichen eine maximale Größe von 4 Zentimeter, bewegen sich aber im Schnitt zwischen 1,6 und 3,2 Zentimeter. An angerundeten Geröllen vorhanden sind Quarz (etwa 65 %), Quarzit (20 %), Chert (10 %), magmatische Intrusiva und Gneise (etwa 5 %). Die Zusammensetzung variiert mit dem Substrat, sie ist anders über Gneisen des Lewisians als über der Torridon Group. Subangulare Feldspatklasten beispielsweise treten nur oberhalb der Torridon Group auf, echte Gerölle kommen hier so gut wie nicht vor. Auch ist die Korngröße oberhalb von Gneisen doppelt so hoch und die stark hervortretenden, angerundeten Gerölle sind verhärtet.
Sedimentstrukturen sind außer flacher Schrägschichtung im Basiskonglomerat kaum zu erkennen. Die Schichtung ist tafelig-plattig und ohne die zu erwartenden Erosionsrinnen. V-förmig in die Diskordanzfläche eingeschnittene Rillen und seltene Kolke gestatten aber, die Strömung auf Nordwest-Südost festzulegen – was auch durch gelegentlich zu beobachtende Geröllverschuppung bestätigt wird.
Wie bereits angesprochen sind Soper und England (1995) der Ansicht, dass die Einebnung nicht durch die kambrische Transgression erfolgt war, sondern bereits lange zuvor im Neoproterozoikum stattgefunden hatte. Hierfür spricht auch die gelegentliche Gegenwart von neoproterozoischen Paläoböden. Dass die kambrische Transgression von relativ geringer Energie war, zeigt sich auch an der Tatsache, dass der Eintrag der beiden Grundgebirgstypen auf das Basiskonglomerat beschränkt blieb und schon wenige Meter darüber vollkommen zum Stillstand kam.

#### Heterolithic Sandstone
Der Heterolithic Sandstone wird bis zu 58 Meter mächtig. Er beginnt mit einer Flutungsfläche und jede seiner drei Parasequenzen A (12 Meter), B (20 Meter), und C (26 Meter) endet mit einer Flutungsfläche. Charakteristisch für den Heterolithic Sandstone sind sein Reichtum an Feldspatklasten, seine tief rosa Farbgebung, abwechslungsreiche Sedimentstrukturen, sigmoidale Schrägschichtungen, jedoch so gut wie keine Fischgrätenschichtung (engl. herringbone cross-bedding) und Schrägschichtungsforesets mit Siltsteinüberzügen. Die Paläoströmung wurde mit Ostsüdost (N 107 bis N 118) bestimmt. Horizontale Sedimentdurchwühlung wie in den überlagernden Ban Beds fehlt hier noch.
Zahlreiche Beobachtungen legen nahe, dass der Heterolithic Sandstone einem vorwiegend flachmarinen Ablagerungsmilieu entspricht. Große submarine (subaquatische), tafelförmige und schräg geschichtete Dünen wanderten parallel zur Küste. Ihre scharfen und parallel zueinander verlaufenden Ober- und Unterkanten sind typisch für den Gezeitenbereich. Die größeren Dünen trugen auf ihrer Leeseite im rechten Winkel  Strömungsrippeln – wie sie für das Intertidal charakteristisch sind. Weit verbreitet sind auf den Dünenoberflächen auch körnige Restsedimente (engl. lag deposits), die auf einen auslesenden Siebeprozess (engl. winnowing) schließen lassen und somit ebenfalls auf flachmarine Bedingungen hindeuten.

#### Ban Beds
Die bis zu 25 Meter mächtigen Ban Beds setzen ebenfalls mit einer Flutungsfläche ein. Sie könnten aufgrund ihres hohen Gehalts an Ichnospuren (Cruziana A und Cruziana B) auf den Schichtflächen auch sehr gut als Arthropod Beds (Arthropodenschichten) bezeichnet werden. Im Vergleich zum unterlagernden Heterolithic Sandstone sind die Schichtkörper der Ban Beds feinkörniger und weniger verunreinigt, da wesentlich weniger an Feldspatklasten vorhanden sind. Sigmoidale Schichtungen treten nicht auf und tafelförmige Schichtkörper sind seltener. Dafür ist Fischgrätenschichtung weit verbreitet. Tafelförmige, 5 bis 20 Zentimeter dicke Schrägschichtungen sind meist vertikal übereinander gestapelt und bilden bis zu 2 Meter dicke Cosets (nach Allen 1984). Sie indizieren sehr variable und voll polymodale Paläoströmungen. Symmetrische Rippeln sind nicht ungewöhnlich und treten meist zusammen mit etwa 5 Zentimeter dicken, mittel- bis feinkörnigen Sandsteinlagen auf. Gegen das Hangende der Ban Beds werden Rippelflächen sehr häufig und der Sortierungsgrad steigt an.
Mehrere Beobachtungen deuten im Vergleich zum Heterolithic Sandstone auf tieferes Wasser und auf ein offenenes Schelf-Environment hin:
- sehr weitflächige Korrelation von Fazieskomponenten
- weniger Feldspat, jedoch feinkörnigeres Sediment
- bimodale Paläoströmungen
- Wellenrippeln
- Fehlen von Rinnen.

Auch die bessere Sortierung unterstützt diese Interpretation.

#### Uidhe Beds
Die nur 4 bis maximal 5 Meter mächtigen Uidhe Beds (erreichen 9 Meter in Assynt und reduzieren sich auf 1 Meter auf Skye) beginnen mit einer maximalen Flutungsfläche den so genannten White Beds. Sie enden in einer markanten Trennfläche und Sequenzgrenze – der Bhig Surface. Die White Beds – weiße, gut sortierte Sandsteine – beginnen mit der planaren Schichtfläche einer zusammengesetzten Düne (engl. compound dune), die als Sandwelle (engl. sand wave) mit einfallenden Trennflächen (engl. bounding surfaces) interpretiert wird. Die White Beds unterstreichen den markanten Farbwechsel vom Rosa der Ban Beds zum Weiß der Uidhe Beds. Die Uidhe Beds werden zum Hangenden grobkörniger und zeichnen sich im Mittelabschnitt durch ein Schichtpaket (von bis zu 1,7 Meter Mächtigkeit) mit tafelförmiger Schrägschichtung und voll von diversen Entwässerungsstrukturen aus. Dieses Schichtpaket deutet auf küstenparallele Paläoströmungen. Im Hangenden treten sodann sigmoidale Schichtkörper auf, in welche zwei Lagergänge von je 1 Meter Mächtigkeit intrudierten.
Die weißen, gut sortierten Sandsteine der Uidhe Beds zeigen generell tieferes Wasser an. Die anfangs noch transgressiven Verhältnisse verflachten jedoch allmählich hin zur hangenden Bhig Surface, deren rötliche Quarzkörner bereits auf kontinentalen Einfluss und einen weitaus weniger distalen Ablagerungsraum als zu Beginn schließen lassen.

#### Bhig Surface und Quinag Beds
Charakteristisch für die Sequenzgrenze der Bhig Surface sind bis zu 8 Millimeter große rötliche Quarzgerölle (jedoch ohne Feldspat), die jedoch selten die gesamte Trennfläche bedecken. Darüber legt sich dann eine mehrere Zentimeter dicke Lage aus grünem Silt- und Tonstein. Diese feinkörnige Lage ist dafür verantwortlich, dass die aktuelle Verwitterung die Bhig Surface als markante, ins Auge fallende Trennfläche innerhalb der Eriboll-Formation (in ihrer gesamten Erstreckung) herauspräpariert hat. Gewöhnlich tritt darüber noch eine zweite, sehr ähnliche Trennfläche auf, deren Quarzgerölle jedoch feinkörniger sind. Dazwischen legen sich 50 Zentimeter an grobkörnigem Dünensandstein. Als Ursprung der Bhig Surface wird Erosion, Aussiebung und Wiederaufarbeitung angenommen.
Die darüber folgenden Quinag Beds werden auf Skye bis zu 25 Meter mächtig. Im Gegensatz zu den unterlagernden Uidhe Beds und dem aufliegenden Pipe Rock Member sind die Sandsteine rötlich bis rosafarben gefärbt. Ihre Körnigkeit nimmt zur Mitte hin zu, um zum Hangenden hin wieder abzunehmen. Große tafelförmige Schrägschichtung fehlt (bis eben auf den grobkörnigen Mittelabschnitt), dafür ähneln zusammengesetzte Schrägschichtungs-Cosets mit flach einfallenden Trennflächen (5 bis 10°) zweiter Ordnung vergleichbaren Strukturen in den Ban Beds. Sie können ebenfalls als Sandwellen interpretiert werden. Im grobkörnigen Mittelabschnitt finden sich Skolithos linearis und Cruziana A. Dies verweist daher generell auf Verflachung begleitet von Bioturbation und insgesamt auf ein niedrigenergetisches Milieu – wahrscheinlich durch ein abgeschwächtes Strömungs- und Wellenregime oberhalb eines niedrigen submarinen Dünenfeldes bedingt. Es ist aber anzunehmen, dass unter- und oberhalb des Mittelabschnitts bedeutendere Sandwellen auf dem exponierten Schelf zur Ablagerung kamen.
Zwei Flutungsflächen befinden sich in den Quinag Beds – einmal oberhalb des recht grobkörnigen Mittelabschnitts und dann an der Hangendgrenze zum Pipe Rock Member.

### Pipe Rock Member

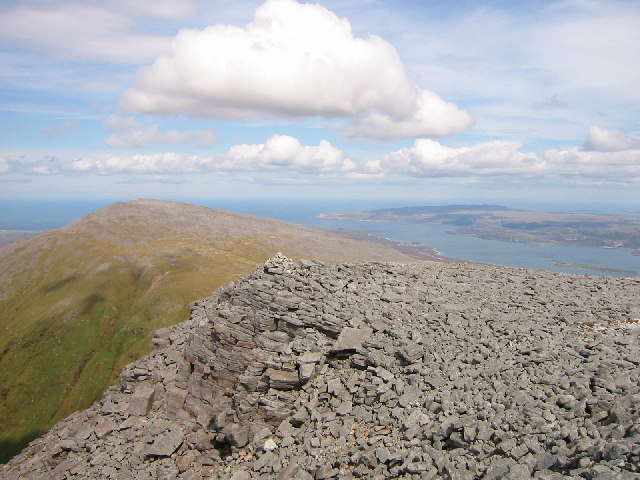
Das Pipe Rock Member am Gipfel des Cranstackies. Im Hintergrund der Loch Eriboll.

Über dem Basal Quartzite Member folgt das 80 bis 90, auf Skye 110 Meter mächtige Pipe Rock Member. Es baut sich ebenfalls aus einem Quarzarenit auf, welcher von Wurmbauten des vorherrschenden Ichnotaxons Skolithos durchsetzt wird. Das Pipe Rock Member wird in ein 60 Meter mächtiges Unteres und in ein 30 Meter mächtiges Oberes Member unterteilt. Im Lower Pipe Rock Member werden sodann small white pipes (kleine weiße Pfeifen), small pink pipes (kleine rosafarbene Pfeifen), large blue pipes (große blaue Pfeifen), trumpet pipes (Trompetenpfeifen) und die abschließende Lage der Skiag Beds ausgeschieden. Das Upper Pipe Rock Member besteht aus den Indian red pipes (indianerrote Pfeifen) im Liegenden, den large purple pipes (große purpurne Pfeifen) und den large white pipes (große weiße Pfeifen) im Hangenden.

#### Lower Pipe Rock Member
Das Lower Pipe Rock Member ist ein überwiegend mittelkörniger weißer Sandstein, der nur in den large blue pipes grobkörnig wird. Seine Mächtigkeit variiert von 50 Meter am Loch Maree bis 88 Meter auf Skye. Bezeichnend ist die intensive Bioturbation durch Skolithos, die Schichtungsverhältnisse weitgehend auslöscht. Das Member beginnt mit einer Parasequenzgrenze, einer (kryptischen) Flutungsfläche im Liegenden der small white pipes und besitzt eine weitere parasequentielle Flutungsfläche gegen Ende der large blue pipes – die so genannte Diplocraterion/Cruziana surface. Es zeichnet sich durch distale, mehr küstenferne, jedoch nicht notwendigerweise auch tiefere Bedingungen aus. Hierdurch wurde die jetzt einsetzende intensive Bioturbation erleichtert, da submarine Dünen und andere Sedimentstrukturen wesentlich langsamer wanderten und Sedimentbewohner daher weniger verschütteten.

##### Small white pipes
Die Liegendeinheit der small white pipes (von Geikie in seiner Gliederung von 1907 als massive white pipes bezeichnet) wird 12 bis 18 Meter mächtig. Der Durchmesser der Skolithosröhren beträgt 1,5 bis 2,0 Millimeter und erreicht zum Hangenden zu 10 % 3,0 Millimeter. Der Bioturbationsindex (B. I.) liegt bei 4. Einzelne Röhren werden bis zu 30 Zentimeter lang, möglicherweise auch etwas länger. Die Röhren durchschlagen als Sedimentstrukturen bis zu 60 Zentimeter hohe und mehrere Meter breite, tafelförmige Schrägschichtungskörper. Unregelmäßige vertikale, sich gegenseitig durchdringende Risse und Adern werden von kristalliner Kieselsäure ausgefüllt und als Entwässerungsstrukturen interpretiert.

##### Small pink pipes
Die Einheit der small pink pipes, von Geikie als massive pink pipes bezeichnet, wird zwischen 15 und 26 Meter mächtig. Ihre rosa bis hellviolette Färbung geht auf rötliche Sedimentkörner zurück. Der Farbumschlag stellt keine scharfe Grenze dar, sondern erfolgt auf 20 Zentimeter. Die Rotfärbung wird auf kontinentalen Einfluss zurückgeführt. Der Durchmesser der Skolithosröhren liegt zwischen 2,0 und 3,0, selten auch bei 4,0 Millimeter, ihre Länge reicht aber bereits über den Meter hinaus. Der Bioturbationsindex beträgt ebenfalls 4. Als Sedimentstrukturen sind große tafelförmige, bis zu 60 Zentimeter hohe Dünenkörper anzuführen. Die Sedimentlaminae werden von den Skolithosröhren gestört und verbogen und lassen eine ins Hangende gerichtete Adjustierung des Gleichgewichts vermuten. Im Aufschluss zu beobachtende horizontale  Trennflächen stimmen, wie schon bei den small white pipes beobachtet, mit lithologischen, sedimentologischen und ichnologischen Grenzen nicht überein und sind auch nicht aushaltend. Diese Pseudoschichtung kann eventuell durch Bioturbation, diagenetische und auch tektonische Effekte erklärt werden. Die Sedimente der small pink pipes- und auch der small white pipes waren bei ihrer Ablagerung nur schlecht geschichtet.

##### Large blue pipes
Die Einheit der large blue pipes (auch nur als large pipe unit bezeichnet, flaggy white pipes nach Geikie) wird zwischen 5 und 10 Meter mächtig. Mit blau ist die bläuliche Färbung des Sediments gemeint. Charakteristisch für die Einheit ist die Korngrößenzunahme zu einem grobkörnigen Sandstein, dessen Körnung im Schnitt bei 1 Millimeter liegt und selten auch 3 Millimeter erreichen kann. Die Sandkörner sind rötlich und gut gerundet, Feldspat tritt nicht auf. Ins Hangende gehen die Korngrößen wieder zurück. Der Bioturbationsindex beträgt 5. Die Schichtung ist regelmäßig mit 30 bis 60 Zentimeter starken Bänken. Im Hangenden der large blue pipes erscheinen Rippeln auf der unterlagernden Schrägschichtung, die sie leicht erodieren. Die Ausrichtung der Rippeln ist recht variabel. Sie erstrecken sich bis in die Unteren Lagen der trumpet pipes und zeigen keine oder nur wenig Bioturbation.

##### Trumpet pipes
Die trumpet pipes, auch trumpet pipe unit und laut Geikie flaggy trumpet pipes, werden zwischen 12 und 20 Meter mächtig. Da Skolithos ein Herabbiegen der umliegenden Laminae verursachen kann, welche sodann einer Trompetenöffnung ähneln, wurden diese Strukturen als trumpet pipes bezeichnet. Torell hatte sie bereits 1870 als Monocraterion benannt. Die neben Skolithos von Monocraterion beherrschte Einheit baut sich aus feinkörnigem Sandstein mit bis zu 50 Zentimeter mächtigen Bänken auf. Sedimentologisch unterscheidet sich die Einheit von dem restlichen Lower Pipe Rock Member durch generell dünnere Schichtung, Erosionsflächen im Hangenden, geringere Korngröße und in den unteren zwei Dritteln durch ansteigende Dünen und durch mit ansteigenden Rippeln überzogene Schichtflächen. Der Bioturbationsindex ist recht variabel und schwankt zwischen 1 und 5.
Die ersten 6 Meter werden von Skolithosröhren mit einem BI von 5 dominiert, erst darüber wird Skolithos von Monocraterion mit einem BI von 3 verdrängt. Zwischen 7 und 9,5 Meter sind die Schichtflächen von einem dünnen, etwa 5 Millimeter starken Tonsteinbelag überzogen. Bis etwa 9 Meter sind die Monocraterion-Öffnungen nur bis 5 Zentimeter geweitet, erst darüber werden die Öffnungen tiefer und breiter (bis zu 10 Zentimeter), gleichzeitig versteilt sich die Schrägschichtung im umgebenden Sediment.
Die Einheit der trumpet pipes kann küstennahen Environments zugeordnet werden – an oder nur kurz unterhalb der Wellenbasis.

##### Skiag Beds
Die 3,5 bis 6 Meter mächtigen Skiag Beds, von Geikie als massive fine quartzite bezeichnet, bilden einen recht massiven Sandsteinkörper, der in Richtung Südsüdwest an Mächtigkeit gewinnt. Es handelt sich hier um weiße, mittelkörnige Sandsteine, die sich kontinuierlich aus den trumpet pipes heraus entwickeln und keinen großen Unterschied in Farbgebung oder in Korngröße aufweisen, jedoch schlechter sortiert sind.
Über die erosive Basis der Skiag Beds legt sich eine 3 bis 4 Millimeter dicke Lage mit blasiger Struktur (engl. bubble texture). Die erosive Basis hat sich tangential über Skolithosröhren mit Monokraterionstruktur ausgebreitet und verweist somit auf energiereiche Bedingungen. Über der ersten Blasenlage folgt in einem Abstand von 5 Zentimeter örtlich sehr oft noch eine zweite Blasenlage. Der Zwischenraum wird von horizontalen Laminae mit kleinen Pyritflatschen ausgefüllt. Die Blasenstruktur geht womöglich auf synsedimentär erfolgte Gasentweichungen zurück. Auf die Blasenlage folgen 10 bis 20 Zentimeter an pyritisierten, 1 bis 5 Millimeter dicken, etwas diffusen Mikrolaminae, die ins Hangende wiederholt die Tendenz zur Feinkörnigkeit wiederholen. Die Laminae sprechen für Obere Horizontalschichtung (engl. upper plane bed) des Oberen Strömungsregimes. In ihrem Hangenden werden sie dann von kleinen, nach Nordwesten gerichteten Aufschiebungen durchsetzt, deren Zuordnung (sedimentär oder tektonisch bedingt) nicht eindeutig ist.
Die nächsten 2 bis 4 Meter werden von einem massiv verwitternden Sandsteinpaket beherrscht. Sein unterer Abschnitt wird durch leicht wellige, schichtparallele Lagerung gekennzeichnet, in der nur schlecht zu erkennende Tellerstrukturen erscheinen. Das Sediment weist ferner feine, bis zu 5 Millimeter dicke, senkrechte Risse auf, welche von Quarz ausgefüllt werden. Im Mittelabschnitt verlieren sich die Schichtflächentrennfugen und das Sediment homogenisiert sich. Im hangenden Meter  treten lange, mehr oder weniger senkrechte Röhren von Skolithos linearis auf. Darüber legt sich Konvolutlagerung, deren Ursprung wahrscheinlich in der Entwässerung des rasch abgelagerten Sediments zu suchen ist. Die aufliegenden Mikrobenmatten übten hierbei einen einengenden Effekt auf das sich umwälzende Sediment aus. Auf die Konvolutlagerung folgt ein Horizont mit der Elephantenhautstruktur (Spatangopsis scotica), die engständiger synsedimentärer Faltung ähnelt. Im südlichen Ablagerungsraum wird jetzt auch Monocraterion angetroffen. Die Skiag Beds enden dann mit 10 bis 50 Zentimeter mächtiger,  tafelförmiger Schrägschichtung, deren Oberfläche eine undulierende Grenze zu den folgenden Indian red pipes des Upper Pipe Rock Members darstellt.

#### Upper Pipe Rock Member
Das Upper Pipe Rock Member wird zwischen 27 und 30 Meter mächtig. Es gliedert sich vom Hangenden zum Liegenden wie folgt:
- large white pipes
- large purple pipes
- Indian red pipes

Die Grenzfläche zwischen den large purple pipes und den large white pipes stellt eine parasequentielle Flutungsfläche dar. Das Upper Pipe Rock Member und damit die Eriboll-Formation wird schließlich von den konkordant aufliegenden, dolomitischen Fucoid Beds der An-t-Sròn-Formation abgeschlossen.
Der marine Charakter des Upper Pipe Rock Members wird durch Parallelschichtung, durch extremes seitliches Aushalten dünner Lagen, durch einen Mangel an erosiven Rillen und durch die reichhaltige Gegenwart von Skolithos unterstrichen. Die Sortierung im Upper Pipe Rock Member ist generell schlechter als im Unteren Pipe Rock Member. Der angestiegene Gehalt an roten Tonmineralen deutet auf einen wesentlich stärkeren kontinentalen Einfluss hin. Die Wassertiefe war trotz dieses direkten kontinentalen Einflusses ausreichend, um eine Tortenstratigraphie zu entwickeln.

##### Indian red pipes
Die 14 Meter mächtigen, mittelkörnigen Sandsteine der Indian red pipes, von Geikie als flaggy Indian red and white pipes bezeichnet, unterscheiden sich von den vorangegangenen Skiag Beds vor allem durch ihre dunkle, braunrote Farbgebung. Skolithos linearis ist durchlaufend, Skolithos verticalis tritt zwischen 4 und 13 Meter auf und Monocraterion zwischen 3,5 und 13 Meter. Zwischen 8,5 und 10 Meter erscheinen Wurmbauten mit auffallender weißer Füllung. Die Sandkörner sind gerundet, jedoch schlecht sortiert und zeigen erst auf den letzten 1,5 Metern in feinschichtigen Lagen wesentlich bessere Sortierung. Schrägschichtung ist nur schlecht zu erkennen, dürfte aber immer tafelförmig sein. Dünen mit zusammengesetzter Schichtung konnten nicht beobachtet werden.

##### Large purple pipes
Die knapp 7 Meter mächtige grobkörnige Sandsteineinheit der large purple pipes, von Geikie als massive purple grit bezeichnet, erhält ihre purpurne Farbgebung von geröteten Quarzkörnern. Auch bläuliche Quarzkörner werden manchmal angetroffen. Skolithos ist durchgehend, der Durchmesser der Röhren beträgt 8 bis 20 Millimeter, die Röhrenränder setzen sich aber nicht deutlich ab. Im Hangenden wird der Sandstein sehr grobkörnig und sogar leicht geröllig und entwickelt bis zu einem Meter dicke Bänke. Dieser grobe Abschnitt umfasst nahezu 4 Meter im Norden, reduziert sich aber im Süden (Skye) gegen Null.
Die large purple pipes stellen eine regressive Einheit dar.

##### Large white pipes
Die 6,5 Meter mächtigen, überwiegend mittelkörnigen large white pipes, von Geikie als massive white grit bezeichnet, bestehen aus einem weißen Sandstein. Im  Hangenden sind Trennflächen gut ausgebildet und werden von grünem Siltstein hervorgehoben. Auch hier ist Skolithos linearis durchgehend. Das Liegende ist noch sehr grobkörnig und auch schlecht sortiert. Die Rundung der Sandkörner ist anfangs noch ganz gut, verschlechtert sich aber dann zusehends.
Im Vergleich zu den unterlagernden large purple pipes sind die large white pipes eine transgressive Einheit, ihr Beginn stellt außerdem die Grenze einer Parasequenz mit einer Flutungsfläche.
Über die large white pipes legen sich dann konkordant die dolomitischen Sedimente der bereits zur An-t-Sròn-Formation gehörenden Fucoid Beds und beenden die Eriboll-Formation.

## Fossilien
Drei scheibenartige Eindrücke im Sediment deuten auf Medusen und das Anstranden von Quallen an der damaligen Küste Laurentias. Die Sand-in-der Socke-Struktur Spatangopsis scotica hat sich unter einer mikrobiellen Algenmatte gebildet. Salterella konnte aber für die Eriboll-Formation nicht bestätigt werden. An Ichnofossilien finden sich ferner in unmittelbarer Nähe der Diskordanz Skolithos linearis, Arenituba verso (Microtuba) und Psammichnites grumula. Neben Skolithos linearis sind die Taxa Skolithos annulatus, Skolithos ingens und Skolithos verticalis bekannt. Im unteren Abschnitt der Formation erscheint sehr zahlreich die Cruziana-Ichnofazies – große, von Arthropoden verursachte Spuren, die im Flachwasser unter wandernden hydraulischen Dünen entstanden waren. In etwa vergleichbar mit Cruziana ist auch Rusophycus.
Sodann bewirkten transgressive Ereignisse Veränderungen in der Ichnofauna – das Pipe-Rock-Member darunter fiel nur noch recht geringmächtig aus und darüber kam es mit Einsetzen der oberen Eriboll-Formation zu einer erstaunlichen Durchwühlung des Sediments. Dies resultierte in einem Verlust an geschützten Habitaten entlang der laurentischen Küste und dadurch zu einer Auslöschung des bereits episodisch gestressten Cruziana-Ichnofazies-Gürtels.

## Alter

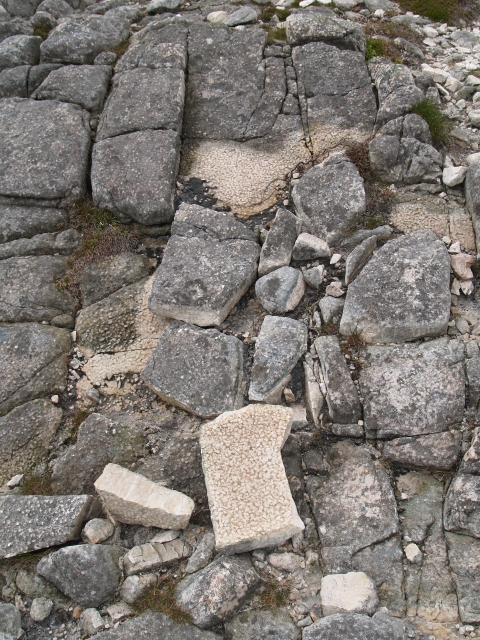
Schichtoberfläche des Pipe Rock Members der oberen Eriboll-Formation, ein Quarzarenit mit Wurmbauten von Skolithos

Die Eriboll-Formation setzt mit Beginn der 3. Stufe der 2. Serie des Kambriums vor 521 Millionen Jahren ein. Sie endet vor rund 517 Millionen Jahren am Anfang der 4. Stufe der 2. Serie. Ihre Gesamtdauer ist somit rund 4 Millionen Jahre.
Anmerkung: Kambrische Stratigraphie nach Zhu und Kollegen (2006).